# Smithville (Mississippi)
Smithville is een plaats (town) in de Amerikaanse staat Mississippi, en valt bestuurlijk gezien onder Monroe County.

## Demografie
Bij de volkstelling in 2000 werd het aantal inwoners vastgesteld op 882.
In 2006 is het aantal inwoners door het United States Census Bureau geschat op 875, een daling van 7 (-0.8%).

## Geografie
Volgens het United States Census Bureau beslaat de plaats een oppervlakte van
4,1 km², waarvan 3,8 km² land en 0,3 km² water. Smithville ligt op ongeveer 80 m boven zeeniveau.

## Plaatsen in de nabije omgeving
De onderstaande figuur toont nabijgelegen plaatsen in een straal van 24 km rond Smithville.